# اوبرگرونینگن
اوبرگرونینگن (به آلمانی: Obergröningen) یک شهر در آلمان است که در استالبکرایس واقع شده‌است. اوبرگرونینگن ۴۵۷ نفر جمعیت دارد.